# Yuan Yang

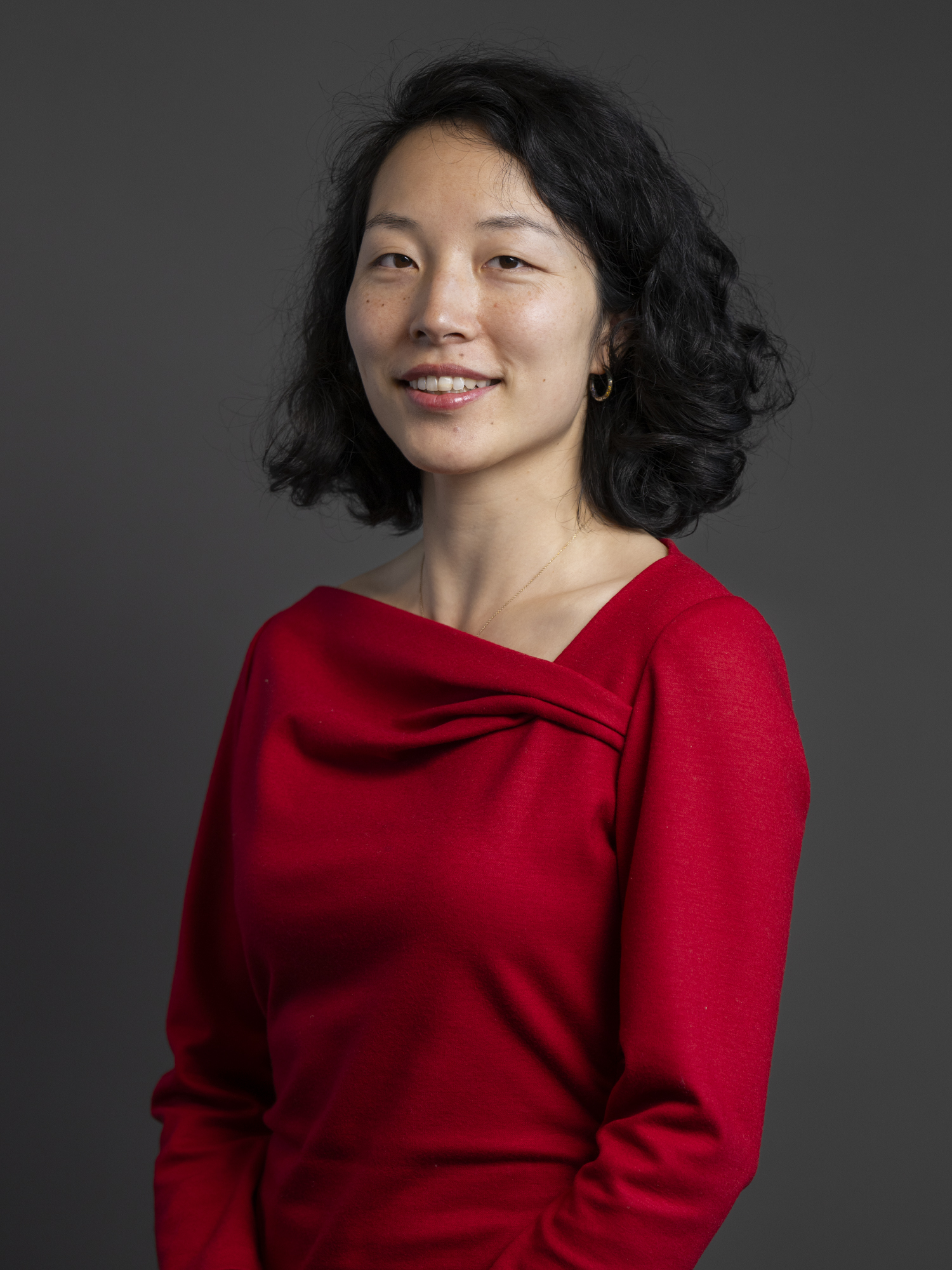
Yuan Yang (2024)

Yuan Yang (chinesisch 楊緣 / 杨缘, Pinyin Yáng Yuán; * 1990 in Ningbo, China) ist eine britische Journalistin und Politikerin. Sie ist Mitglied der Labour Party und seit Juli 2024 sitzt sie für den Wahlkreis Earley and Woodley im britischen Unterhaus. Sie ist das erste Mitglied im Britischen Unterhaus, das in China zur Welt kam.

## Frühes Leben und Ausbildung
Yuan Yang wurde 1990 in Ningbo, China, geboren und wuchs die ersten Jahre bei ihren Großeltern in einem Danwei am Fuß des Berges Emei in der Provinz Sichuan auf. Ihre Eltern waren beide Studenten, ihr Vater in Großbritannien, ihre Mutter in China. Mit vier Jahren reiste sie mit ihren Eltern nach Großbritannien und lebte mit ihrer Familie in Manchester und Leeds. In ihrer Jugend schrieb sie gerne, was von ihren Lehrern gefördert wurde. Sie trat der Yorkshire Writing Squad bei und wollte Dichterin werden. Sie besuchte die Bradford Grammar School bis 2008. Später studierte sie Philosophie, Wirtschaftswissenschaften am Balliol College der Universität Oxford. Nach ihrem Abschluss wurde sie für ein Jahr Vize-Präsidentin der Oxford University Student Union. Ihren Master in Wirtschaftswissenschaften machte sie an der London School of Economics (LSE). 2013 ging sie für ein Austauschjahr an die Peking-Universität, um besser Chinesisch zu lernen. Während der Wirtschaftskrise von 2008 begann sie sich dafür einzusetzen, dass Wirtschaft anders an den Universitäten unterrichtet wird, was sie dazu bewegte, zusammen mit Freunden Rethinking Economics zu gründen.

## Professionelle Laufbahn
Für den Journalismus begann Yuan Yang sich zu interessieren, als sie von einer Journalistin der Financial Times zur Initiative Rethinking Economics interviewt wurde. Später absolvierte Yuan Yang das Marjorie-Deane-Praktikum beim The Economist, 2016 wechselte sie zur Financial Times nach Peking. 2022 übte sie die Stellvertretende Leitung des Büros der Financial Times in Peking aus. In China war sie Vize-Präsidentin des Foreign Correspondents’ Club of China, der sich für Pressefreiheit einsetzt und, wenn nötig, Artikel gegenüber dem Chinesischen Außenministerium rechtfertigt. Sie war regelmäßig als Reporterin für die BBC tätig. 2024 wurde ihr Buch Private Revolutions veröffentlicht.

## Politische Laufbahn
Im Dezember 2023 wurde Yang als Labour-Kandidatin für den Wahlkreis Earley and Woodley bekanntgegeben. Im Juli 2024 wurde sie in den Unterhauswahlen von Großbritannien ins House of Commons gewählt. Yang befürwortet eine
Einbeziehung der Bevölkerung bei der Ausarbeitung neuer Steuern. Im Januar 2025 verlangte Yang Sanktionen gegen die israelischen Minister Itamar Ben-Gvir und Bezalel Smotrich, nachdem diese die Erstellung israelischer Siedlungen in Gaza befürwortet hatten, um die palästinensische Bevölkerung zur Ausreise zu bewegen. Im April 2025 wurde ihr die Einreise nach Israel zusammen mit der Labour-Politikerin Abtisam Mohamed verweigert und aus Israel ausgewiesen. Das Israelische Außenministerium begründete dies damit, dass sie die beiden Politikerinnen verdächtige, die israelischen Soldaten im Westjordanland zu beobachten.